# EPrix de Londres 2016

L'ePrix de Londres 2016 (2016 Formula E Visa London ePrix), disputé les 2 et 3 juillet 2016 sur le circuit de Battersea Park, sont les vingtième et vingt-et-unième manches de l'histoire du championnat de Formule E FIA. Il s'agit des troisième et quatrième éditions de l'ePrix de Londres comptant pour le championnat de Formule E et des neuvième et dixième manches du championnat 2015-2016.

## Première manche
GP précédent GP suivant

### Essais libres

#### Première séance
| Pos. | Pilote          | Voiture                   | Chrono         | Écart     |
| ---- | --------------- | ------------------------- | -------------- | --------- |
| 1    | Nicolas Prost   | Renault e.dams            | 1 min 25 s 399 |           |
| 2    | Loïc Duval      | Dragon Racing             | 1 min 25 s 683 | + 0 s 284 |
| 3    | Sébastien Buemi | Renault e.dams            | 1 min 25 s 718 | + 0 s 319 |
| 4    | Daniel Abt      | ABT Schaeffler Audi Sport | 1 min 25 s 742 | + 0 s 343 |
| 5    | Lucas di Grassi | ABT Schaeffler Audi Sport | 1 min 26 s 008 | + 0 s 609 |
| 6    | Nelsinho Piquet | NEXTEV TCR                | 1 min 26 s 200 | + 0 s 801 |

#### Deuxième séance
| Pos. | Pilote           | Voiture                   | Chrono         | Écart     |
| ---- | ---------------- | ------------------------- | -------------- | --------- |
| 1    | Sébastien Buemi  | Renault e.dams            | 1 min 23 s 171 |           |
| 2    | Daniel Abt       | ABT Schaeffler Audi Sport | 1 min 23 s 302 | + 0 s 131 |
| 3    | Nicolas Prost    | Renault e.dams            | 1 min 23 s 315 | + 0 s 144 |
| 4    | Loïc Duval       | Dragon Racing             | 1 min 23 s 410 | + 0 s 239 |
| 5    | Lucas di Grassi  | ABT Schaeffler Audi Sport | 1 min 23 s 412 | + 0 s 241 |
| 6    | Jean-Éric Vergne | DS Virign Racing          | 1 min 23 s 460 | + 0 s 289 |

### Qualifications
| Pos. | Pilote                 | Écurie                    | Groupe de qualification | Super pole     | Grille |
| ---- | ---------------------- | ------------------------- | ----------------------- | -------------- | ------ |
| 1    | Nicolas Prost          | Renault e.Dams            | 1 min 23 s 247          | 1 min 27 s 192 | 1      |
| 2    | Bruno Senna            | Mahindra Racing           | 1 min 24 s 279          | 1 min 27 s 758 | 2      |
| 3    | Oliver Turvey          | NEXTEV TCR                | 1 min 23 s 969          | 1 min 28 s 284 | 3      |
| 4    | Robin Frijns           | Amlin Andretti            | 1 min 24 s 363          | 1 min 29 s 500 | 4      |
| 5    | Jean-Éric Vergne       | DS Virgin Racing          | 1 min 26 s 799          | Pas de temps   | 5      |
| 6    | Daniel Abt             | ABT Schaeffler Audi Sport | 1 min 29 s 814          |                | 6      |
| 7    | Sam Bird               | DS Virgin Racing          | 1 min 30 s 453          |                | 7      |
| 8    | Nick Heidfeld          | Mahindra Racing           | 1 min 32 s 367          |                | 8      |
| 9    | Loïc Duval             | Dragon Racing             | 1 min 35 s 315          |                | 9      |
| 10   | Lucas di Grassi        | ABT Schaeffler Audi Sport | 1 min 35 s 711          |                | 10     |
| 11   | Jérôme d'Ambrosio      | Dragon Racing             | 1 min 35 s 727          |                | 11     |
| 12   | Sébastien Buemi        | Renault e.Dams            | 1 min 36 s 771          |                | 12     |
| 13   | Mike Conway            | Venturi                   | 1 min 37 s 562          |                | 13     |
| 14   | António Félix da Costa | Team Aguri                | 1 min 38 s 501          |                | 14     |
| 15   | Stéphane Sarrazin      | Venturi                   | 1 min 33 s 660          |                | 15     |
| 16   | Ma Qing Hua            | Team Aguri                | 1 min 36 s 748          |                | 16     |
| 17   | Nelsinho Piquet        | NEXTEV TCR                | 1 min 38 s 922          |                | 18     |
| 18   | Simona De Silvestro    | Amlin Andretti            | 1 min 50 s 455          |                | 17     |

- Nelsinho Piquet (NEXTEV TCR) voit son temps annulé pour avoir enfreint le régime du parc fermé.

### Course

#### Classement
| Pos. | no | Pilote                 | Écurie                    | Tours | Temps/Abandon                            | Grille | Points |
| ---- | -- | ---------------------- | ------------------------- | ----- | ---------------------------------------- | ------ | ------ |
| 1    | 8  | Nicolas Prost          | Renault e.dams            | 33    | 53 min 56 s 683                          | 1      | 28     |
| 2    | 21 | Bruno Senna            | Mahindra Racing           | 33    | + 5 s 244                                | 2      | 18     |
| 3    | 25 | Jean-Éric Vergne       | DS Virgin Racing          | 33    | + 8 s 195                                | 5      | 15     |
| 4    | 11 | Lucas di Grassi        | ABT Schaeffler Audi Sport | 33    | + 8 s 914                                | 11     | 12     |
| 5    | 9  | Sébastien Buemi        | Renault e.dams            | 33    | + 10 s 052                               | 14     | 10     |
| 6    | 55 | António Félix da Costa | Team Aguri                | 33    | + 10 s 908                               | 16     | 8      |
| 7    | 2  | Sam Bird               | DS Virgin Racing          | 33    | + 10 s 986                               | 7      | 6      |
| 8    | 7  | Jérôme d'Ambrosio      | Dragon Racing             | 33    | + 12 s 106                               | 12     | 4      |
| 9    | 12 | Mike Conway            | Venturi                   | 33    | + 12 s 456                               | 15     | 2      |
| 10   | 4  | Stéphane Sarrazin      | Venturi                   | 33    | + 15 s 918                               | 9      | 1      |
| 11   | 77 | Ma Qing Hua            | Team Aguri                | 33    | + 38 s 400                               | 13     |        |
| 12   | 1  | Nelsinho Piquet        | NEXTEV TCR                | 33    | + 52 s 028                               | 17     | 2      |
| 13   | 23 | Nick Heidfeld          | Mahindra Racing           | 33    | + 1 min 01 s 264 (dont 50 s de pénalité) | 8      |        |
| 14   | 28 | Simona de Silvestro    | Amlin Andretti            | 33    | + 1 min 03 s 079 (dont 50 s de pénalité) | 18     |        |
| 15   | 88 | Oliver Turvey          | NEXTEV TCR                | 30    | + 3 tours                                | 3      |        |
| Abd. | 6  | Loïc Duval             | Dragon Racing             | 23    | Électronique                             | 10     |        |
| Abd. | 27 | Robin Frijns           | Amlin Andretti            | 19    | Accident                                 | 4      |        |
| Abd. | 66 | Daniel Abt             | ABT Schaeffler Audi Sport | 19    | Accident                                 | 6      |        |

- Lucas di Grassi, Sébastien Buemi et Nick Heidfeld ont été désignés par un vote en ligne pour obtenir le fanboost, qui leur permet de bénéficier de 25 kW supplémentaires pendant cinq secondes lors de la course[6].

#### Pole position et record du tour
La pole position et le meilleur tour en course rapportent respectivement 3 points et 2 points.
- Pole position :  Nicolas Prost (Renault e.dams) en 1 min 23 s 247.
- Meilleur tour en course :  Nelsinho Piquet (NEXTEV TCR) en 1 min 25 s 783 au 29e tour.

#### Tours en tête
- Nicolas Prost (Renault e.dams) : 33 tours (1-33)

## Deuxième manche
GP précédent GP suivant

### Essais libres
| Pos. | Pilote           | Voiture                   | Chrono         | Écart     |
| ---- | ---------------- | ------------------------- | -------------- | --------- |
| 1    | Sébastien Buemi  | Renault e.dams            | 1 min 22 s 393 |           |
| 2    | Nicolas Prost    | Renault e.dams            | 1 min 23 s 030 | + 0 s 637 |
| 3    | Jean-Éric Vergne | DS Virgin Racing          | 1 min 23 s 331 | + 0 s 938 |
| 4    | Mike Conway      | Venturi                   | 1 min 24 s 258 | + 1 s 865 |
| 5    | Lucas di Grassi  | ABT Schaeffler Audi Sport | 1 min 25 s 039 | + 2 s 646 |
| 6    | Daniel Abt       | ABT Schaeffler Audi Sport | 1 min 25 s 056 | + 2 s 663 |

### Qualifications
| Pos. | Pilote                 | Écurie                    | Groupe de qualification | Super pole     | Grille |
| ---- | ---------------------- | ------------------------- | ----------------------- | -------------- | ------ |
| 1    | Sébastien Buemi        | Renault e.Dams            | 1 min 22 s 106          | 1 min 22 s 033 | 1      |
| 2    | Nicolas Prost          | Renault e.Dams            | 1 min 22 s 878          | 1 min 22 s 945 | 2      |
| 3    | Lucas di Grassi        | ABT Schaeffler Audi Sport | 1 min 23 s 245          | 1 min 22 s 975 | 3      |
| 4    | Oliver Turvey          | NEXTEV TCR                | 1 min 23 s 183          | 1 min 23 s 685 | 4      |
| 5    | Nick Heidfeld          | Mahindra Racing           | 1 min 23 s 343          | 1 min 24 s 827 | 5      |
| 6    | Daniel Abt             | ABT Schaeffler Audi Sport | 1 min 23 s 494          |                | 6      |
| 7    | Jean-Éric Vergne       | DS Virgin Racing          | 1 min 23 s 783          |                | 7      |
| 8    | Sam Bird               | DS Virgin Racing          | 1 min 23 s 930          |                | 8      |
| 9    | Nelsinho Piquet        | NEXTEV TCR                | 1 min 23 s 937          |                | 9      |
| 10   | Loïc Duval             | Dragon Racing             | 1 min 23 s 938          |                | 18     |
| 11   | Jérôme d'Ambrosio      | Dragon Racing             | 1 min 23 s 952          |                | 10     |
| 12   | Mike Conway            | Venturi                   | 1 min 24 s 054          |                | 11     |
| 13   | Bruno Senna            | Mahindra Racing           | 1 min 24 s 171          |                | 12     |
| 14   | António Félix da Costa | Team Aguri                | 1 min 24 s 273          |                | 13     |
| 15   | Stéphane Sarrazin      | Venturi                   | 1 min 24 s 311          |                | 14     |
| 16   | Robin Frijns           | Amlin Andretti            | 1 min 24 s 655          |                | 15     |
| 17   | Simona De Silvestro    | Amlin Andretti            | 1 min 24 s 823          |                | 16     |
| 18   | Ma Qing Hua            | Team Aguri                | 1 min 26 s 259          |                | 17     |

- Loïc Duval (Dragon Racing) écope de dix places de pénalité sur la grille de départ pour avoir changé de boîte de vitesses.

### Course

#### Classement
| Pos. | no | Pilote                 | Écurie                    | Tours | Temps/Abandon                             | Grille | Points |
| ---- | -- | ---------------------- | ------------------------- | ----- | ----------------------------------------- | ------ | ------ |
| 1    | 8  | Nicolas Prost          | Renault e.dams            | 33    | 56 min 32 s 649                           | 2      | 25     |
| 2    | 66 | Daniel Abt             | ABT Schaeffler Audi Sport | 33    | + 7 s 633                                 | 6      | 18     |
| 3    | 7  | Jérôme d'Ambrosio      | Dragon Racing             | 33    | + 22 s 524                                | 11     | 15     |
| 4    | 6  | Loïc Duval             | Dragon Racing             | 33    | + 23 s 290                                | 10     | 12     |
| 5    | 4  | Stéphane Sarrazin      | Venturi                   | 33    | + 24 s 984                                | 15     | 10     |
| 6    | 21 | Bruno Senna            | Mahindra Racing           | 33    | + 27 s 174                                | 13     | 8      |
| 7    | 23 | Nick Heidfeld          | Mahindra Racing           | 33    | + 1 min 07 s 544 (dont 50 s de pénalité)  | 5      | 6      |
| 8    | 25 | Jean-Éric Vergne       | DS Virgin Racing          | 33    | + 1 min 08 s 002 (dont 51 s de pénalité)  | 7      | 4      |
| 9    | 1  | Nelsinho Piquet        | NEXTEV TCR                | 33    | + 1 min 14 s 270                          | 9      | 2      |
| 10   | 88 | Oliver Turvey          | NEXTEV TCR                | 33    | + 1 min 22 s 216                          | 4      | 1      |
| 11   | 55 | António Félix da Costa | Team Aguri                | 33    | + 1 min 58 s 324 (dont 100 s de pénalité) | 14     |        |
| 12   | 77 | Ma Qing Hua            | Team Aguri                | 32    | + 1 tour                                  | 18     |        |
| 13   | 12 | Mike Conway            | Venturi                   | 32    | + 1 tour                                  | 12     |        |
| Abd. | 11 | Lucas di Grassi        | ABT Schaeffler Audi Sport | 18    | Batterie déchargée                        | 3      |        |
| Abd. | 9  | Sébastien Buemi        | Renault e.dams            | 16    | Batterie déchargée                        | 1      | 5      |
| Abd. | 27 | Robin Frijns           | Amlin Andretti            | 11    | Accident                                  | 16     |        |
| Abd. | 28 | Simona de Silvestro    | Amlin Andretti            | 9     | Accident                                  | 17     |        |
| Abd. | 2  | Sam Bird               | DS Virgin Racing          | 6     | Manette de gaz                            | 8      |        |

- Stéphane Sarrazin, Lucas di Grassi et Sébastien Buemi ont été désignés par un vote en ligne pour obtenir le fanboost, qui leur permet de bénéficier de 25 kW supplémentaires pendant cinq secondes lors de la course[11].

#### Pole position et record du tour
La pole position et le meilleur tour en course rapportent respectivement 3 points et 2 points.
- Pole position :  Sébastien Buemi (Renault e.dams) en 1 min 22 s 033.
- Meilleur tour en course :  Sébastien Buemi (Renault e.dams) en 1 min 24 s 150 au 16e tour.

#### Tours en tête
- Nicolas Prost (Renault e.dams) : 32 tours (1-17 ; 19-33)
- Mike Conway (Venturi) : 1 tour (18)

## Classements généraux à l'issue de l'ePrix de Londres
| Pos.     | Pilote                 | Points |
| -------- | ---------------------- | ------ |
| Champion | Sébastien Buemi        | 155    |
| 2        | Lucas di Grassi        | 153    |
| 3        | Nicolas Prost          | 115    |
| 4        | Sam Bird               | 88     |
| 5        | Jérôme d'Ambrosio      | 83     |
| 6        | Stéphane Sarrazin      | 70     |
| 7        | Daniel Abt             | 68     |
| 8        | Loïc Duval             | 60     |
| 9        | Jean-Éric Vergne       | 56     |
| 10       | Nick Heidfeld          | 53     |
| 11       | Bruno Senna            | 52     |
| 12       | Robin Frijns           | 45     |
| 13       | António Félix da Costa | 28     |
| 14       | Oliver Turvey          | 11     |
| 15       | Nelsinho Piquet        | 8      |
| 16       | Mike Conway            | 7      |
| 17       | Nathanaël Berthon      | 4      |
| 18       | Simona de Silvestro    | 4      |

| Pos.     | Écurie                    | Points |
| -------- | ------------------------- | ------ |
| Champion | Renault e.dams            | 270    |
| 2        | ABT Schaeffler Audi Sport | 221    |
| 3        | DS Virgin Racing          | 144    |
| 4        | Dragon Racing             | 143    |
| 5        | Mahindra Racing           | 105    |
| 6        | Venturi Formula E Team    | 77     |
| 7        | Amlin Andretti            | 49     |
| 8        | Team Aguri                | 32     |
| 9        | NEXTEV TCR                | 19     |